# Müia (filozófus)
Müia (Μυῖα; i. e. 500 körül) püthagoreus filozófusnő, későbbi hagyomány szerint Püthagorasz és Theanó leánya. Férje Krotóni Milón híres atléta volt. Müia fiatalon kórusvezető volt, felnőttként példamutató vallásosságáról lett híres. Lukianosz írta róla, hogy sokat tudna írni a püthagoreus Müiáról, ha nem lenne története anélkül is mindenki számára ismert.
Egy neki tulajdonított levél létezik, ami a valóságban jóval később, az i. e. 3. vagy 2. évszázadban keletkezhetett. A levél címzettje egy bizonyos Phüllisz, témája pedig a harmónia elve szerinti gyermeknevelés: szerzője szerint a kisbaba természettől fogva mindenben a mérsékeltségre vágyik, ételben, ruhában, melegben is, emiatt nevelőjének mértékletesen kell bánnia vele.